# Cumann na nGaedheal
Cumann na nGaedhael (en castellano Sociedad de los irlandeses) fue un partido político del Estado Libre de Irlanda. El 1900 Arthur Griffith y William Rooney fundó un grupo con este nombre para reunir todos los clubes republicanos, y que el 1905 se unió a otros grupos para fundar el Sinn Féin.
Posteriormente, el 27 de abril de 1923 se fundó un nuevo partido con los diputados del Sinn Féin partidarios del Tratado Anglo-Irlandés después de la guerra civil irlandesa. El líder fue William T. Cosgrave, después de la muerte de Michael Collins y Arthur Griffith en 1922. Se presentó a las elecciones al Dáil Éireann de 1923 y obtuvo 63 escaños, y hasta 1932 encabezó todos los gobiernos del Estado Libre de Irlanda.
Aceptó la partición de Irlanda y llevó a cabo una política de construcción de infraestructuras y el establecimiento de la Garda Síochána, pero también tomó decisiones impopulares, como una política fiscal conservadora y el aumento de la edad para cobrar pensión. Esto provocaría que en las elecciones de junio de 1927 perdiera muchos votos a favor del Fianna Fáil. Pero el asesinato a manos del IRA del ministro Kevin O'Higgins y la entrada al Dáil del Fianna Fáil llevó a una nuevas elecciones en septiembre de 1927, en las que recuperó buena parte de sus escaños .
Su gobierno se caracterizó por desarrollar una sanidad pública y el libre comercio, pero el Estado Libre se vio fuertemente afectado por la Gran Depresión y como resultado perdió las elecciones al Dáil Éireann de 1932. Desde 1933 mantuvo conversaciones con el Partido Nacional de Centro y los Blueshirts para fundar en septiembre de 1933 el nuevo partido Fine Gael.

## Resultados en elecciones generales
| Elección  | Escaños ganados | ±  | Posición | 1.ª Pref. de voto | %      | Gobierno            | Líder          |
| --------- | --------------- | -- | -------- | ----------------- | ------ | ------------------- | -------------- |
| 1923      | 63/153          | 5a | 1.º      | 410.695           | 38,97% | Gobierno en minoría | W. T. Cosgrave |
| Jun.-1927 | 47/153          | 16 | 1.º      | 314.703           | 27,44% | Gobierno en minoría | W. T. Cosgrave |
| Sep.-1927 | 62/153          | 15 | 1.º      | 453.028           | 38,69% | Gobierno en minoría | W. T. Cosgrave |
| 1932      | 57/153          | 5  | 2.º      | 449.506           | 35,28% | Oposición           | W. T. Cosgrave |
| 1933      | 48/153          | 9  | 2.º      | 422.495           | 30,47% | Oposición           | W. T. Cosgrave |

aRespecto al resultado del Sinn Féin (Pro-Tratado) en 1922.